# Sammy Spillane
John Spillane (Cork, 1923 – Togher, 2013. január 27.) ír nemzetközi labdarúgó-játékvezető.

## Pályafutása

### Játékvezetőként
Az Ír labdarúgó-szövetség Játékvezető Bizottsága (JB) terjesztette fel nemzetközi játékvezetőnek, a Nemzetközi Labdarúgó-szövetség (FIFA) 1963-tól tartotta nyilván bírói keretében. Több nemzetek közötti válogatott és klubmérkőzést vezetett, vagy működő társának partbíróként segített. Az aktív nemzetközi játékvezetéstől 1968-ban búcsúzott. Válogatott mérkőzéseinek száma: 1.

### Sportvezetőként
Az 1980-as években a FIFA Játékvezető Bizottságának tagja.

## Statisztika

### Nemzetközi válogatott mérkőzése
| #  | Dátum             | Helyszín             | Hazai | Eredmény | Vendég       | Kiírás        | Gólok | Esemény |
| -- | ----------------- | -------------------- | ----- | -------- | ------------ | ------------- | ----- | ------- |
| 1. | 1963. március 20. | Cardiff, Ninian Park | Wales | 1 – 1    | Magyarország | NEK-selejtező | -     |         |
|    | Összesen          |                      |       | 1        | mérkőzés     |               |       |         |